# Maimonides
Mozes Maimonides (Hebreeuws: משה בן מימון, Mosje ben Maimon, Arabisch: Moesa ibn Maimon, موسى بن ميمون), ook bekend als Rambam, (Córdoba (Spanje), 30 maart 1138 – Fustat (Caïro), 13 december 1204) was een rabbijn, rechtsgeleerde, filosoof en arts. Hij wordt beschouwd als de belangrijkste rabbijn uit het post-Talmoedisch jodendom. Zijn filosofische werk heeft tot op de dag van vandaag grote invloed, zowel op het joodse denken als daarbuiten.

## Levensloop
Maimonides werd geboren in Córdoba (Spanje). Na de verovering van deze stad door de Almohaden gaven deze christenen en joden de keuze: bekering tot de islam, verbanning of de dood. Maimonides' familie koos voor verbanning en verliet de stad in 1148. Na een omzwerving door het zuiden van Spanje van ongeveer tien jaar, vestigden zij zich in Fez (Marokko) en deden zich daar voor als moslims. Maimonides wijdde zich er naast joods-religieuze studies aan de wetenschappen. Later verbleef hij enige tijd in Palestina, voordat hij zich rond 1168 vestigde in Egypte, waar hij asiel kreeg van de Fatimiden en als rabbijn fungeerde.

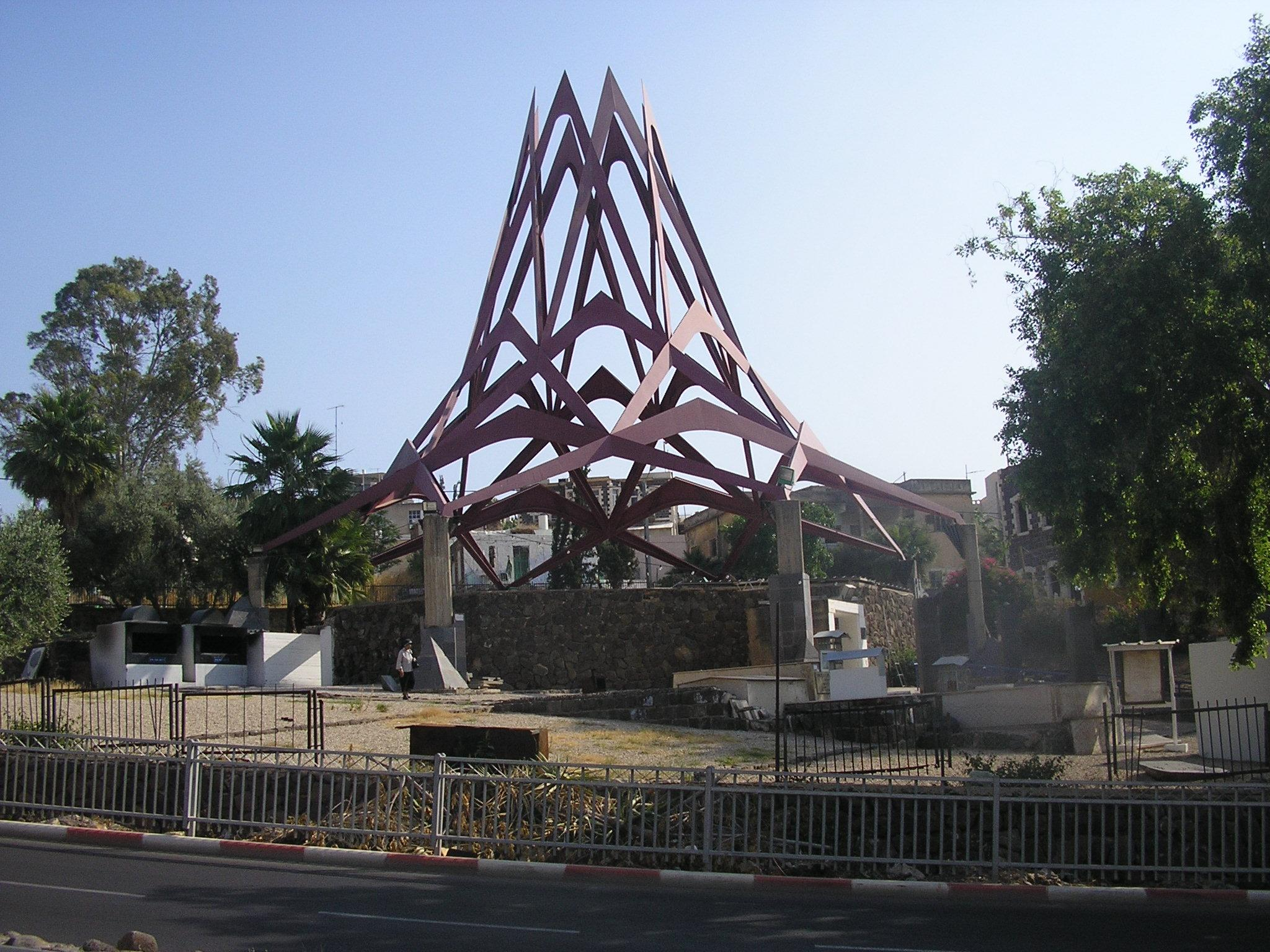
Tombe van Maimonides in Tiberias

Na de verdrinkingsdood van zijn broer David (ergens tussen 1169 en 1177) besloot Maimonides arts te worden. Uiteindelijk werd hij lijfarts van Saladin (Salah ad-Din), toenmalig heerser van Egypte. Jarenlang was hij zowel lijfarts van Saladin als opperrabbijn van Caïro. Hij overleed in 1204 in Fustat en is begraven in Tiberias. Een tombe op de westkust van het Meer van Tiberias markeert zijn graf. Deze locatie is omstreden. De Joodse gemeenschap in Egypte gelooft dat hij daar begraven ligt.

## Geloofsartikelen van Maimonides
Het jodendom kent een aantal geloofsbeginselen, maar er is nooit een bindende catechismus ontwikkeld. Er is dus geen formeel overeengekomen dogma of reeks van religieuze geloofspunten. Er zijn wel pogingen gedaan om tot een definitie van de joodse geloofsinhoud te komen, maar algemeen aanvaard werden die nooit. Het meeste gezag hebben de dertien geloofsartikelen van Maimonides. Die komen in het kort hierop neer:
1. God bestaat
2. God is één (dus geen Drie-eenheid)
3. God is niet fysiek
4. God is eeuwig
5. God is enig
6. De woorden van de Joodse profeten zijn waar
7. Mozes is de voornaamste profeet
8. De Thora is de primaire tekst van het jodendom
9. Er zal nooit een nieuwe Thora komen
10. God is alwetend
11. God beloont degenen die de geboden naleven en straft hen die ze overtreden
12. De Messias zal komen
13. Ooit zullen de doden herrijzen

## Werken
Zijn belangrijkste werken op het gebied van het jodendom zijn:
- Commentaar op de Misjna (Arabisch, vertaald in het Hebreeuws door Yosef Qaafah)
- Misjnee Tora (ook: 'Jad HaChazaka') een compendium van de joodse wet (Hebreeuws)
- De Gids der Verdoolden (Moreh Nevuchim), een filosofisch werk over het jodendom dat zich bezighoudt met de harmonisering van verklaringen van de Thora, de wetenschap en de filosofie van Aristoteles; het werk is in Judeo-Arabisch geschreven en is voor het eerst in het Hebreeuws vertaald door Samuel ibn Tibbon.[3]
- Responsa en brieven, waaronder de Brief voor Jemen aan de onderdrukte Joodse gemeenschap in dat land.

Medische werken (alle in het Arabisch):
- Een werk over astma
- Een verzameling medische aforismen (bekend onder de Hebreeuwse naam Pirkei Moshe)
- Diverse andere

### Eed en gebed van Maimonides
Maimonides heeft een artseneed geschreven, vergelijkbaar met de eed van Hippocrates. Ook een "gebed van een arts" wordt soms aan hem toegeschreven, maar is waarschijnlijk geschreven door Marcus Hertz, een Duitse arts, leerling van Immanuel Kant en arts van Moses Mendelssohn.

## 'Krijg de Rambam'
Maimonides was een arts, mogelijk heeft de uitdrukking 'krijg de rambam' daardoor de betekenis van een enge ziekte gekregen. Een andere uitleg van deze uitdrukking is dat men iemand veel werk toewenst, daar 'de Rambam' als naam is gegeven aan zijn werk de Jad haChazaka, zodat diegene hem of haar niet meer lastig hoeft te vallen, omdat er dan genoeg te doen is. In Amsterdam wordt ook de uitdrukking 'loop naar de rambam' of 'krijg de/het rambam' gebruikt, als een milde verwensing.

## In vertaling
- Guide of the Perplexed, vert. Shlomo Pines, 1963
- Twee ethische tractaten. De Regels van het Gedrag en De Regels van Boete en Berouw, vert. A. van der Heide, 1992 (gedeeltelijke vertaling van de Misjne Thora)